# Osburga
Osburga (Osburga Oslacsdotter) bila je prva supruga kralja Æthelwulfa, kojem je rodila sina Alfreda. Prema biografu kralja Alfreda, Osburga je bila „plemenita žena“.
Ovo su Æthelwulfova i Osburgina djeca: 
- Æthelstan, kralj Kenta
- Æthelbald, kralj Wessexa
- Ethelbert od Wessexa
- Ethelred od Wessexa
- Alfred
- Æthelswith